# Gary Lynagh
Gary Joseph James Lynagh (Brisbane, 4 de junio de 1970) es un deportista australiano que compitió en remo.
Ganó cinco medallas en el Campeonato Mundial de Remo entre los años 1990 y 1994. Participó en los Juegos Olímpicos de Atlanta 1996, ocupando el sexto lugar en la prueba de .
En 1995 fue condecorado con la Medalla de la Orden de Australia (OAM).

## Palmarés internacional
| Campeonato Mundial | Campeonato Mundial            | Campeonato Mundial | Campeonato Mundial        |
| Año                | Lugar                         | Medalla            | Prueba                    |
| ------------------ | ----------------------------- | ------------------ | ------------------------- |
| 1990               | Tasmania (Australia)          | Medalla de bronce  | Cuatro scull ligero       |
| 1991               | Viena (Austria)               | Medalla de oro     | Cuatro scull ligero       |
| 1992               | Montreal (Canadá)             | Medalla de oro     | Doble scull ligero        |
| 1993               | Račice (República Checa)      | Medalla de oro     | Doble scull ligero        |
| 1994               | Indianápolis (Estados Unidos) | Medalla de plata   | Cuatro sin timonel ligero |